# Grand Prix Kanady 1986
Grand Prix Kanady 1986 (oryg. Grand Prix Labatt du Canada) – szósta runda Mistrzostw Świata Formuły 1 w sezonie 1986, która odbyła się 15 czerwca 1986, po raz dziewiąty na torze Circuit Gilles Villeneuve.
25. Grand Prix Kanady, 19. zaliczane do Mistrzostw Świata Formuły 1.

## Klasyfikacja
| Legenda oznaczeń w tabelach wyników Wyświetl szablon na nowej stronie | Legenda oznaczeń w tabelach wyników Wyświetl szablon na nowej stronie                                                                     |
| Oznaczenie                                                            | Wyjaśnienie |
| --------------------------------------------------------------------- | --- |
| Złoty                                                                 | Zwycięzca lub mistrzostwo |
| Srebrny                                                               | 2. miejsce lub wicemistrzostwo |
| Brązowy                                                               | 3. miejsce lub II wicemistrzostwo |
| Zielony                                                               | Ukończył, punktował (w klasyfikacji generalnej, gdy zdobył co najmniej jeden punkt na przestrzeni sezonu, poza trzema powyższymi opcjami) |
| Niebieski                                                             | Ukończył, nie punktował (w klasyfikacji generalnej, gdy nie zdobył co najmniej jednego punktu na przestrzeni sezonu)                      |
| Czerwony                                                              | Nie zakwalifikował się (NZ) |
| Czerwony                                                              | Nie prekwalifikował się (NPK) |
| Różowy                                                                | Nie ukończył (NU) |
| Różowy                                                                | Niesklasyfikowany (NS) (w klasyfikacji generalnej, gdy nie został sklasyfikowany w żadnym wyścigu sezonu)                                 |
| Czarny                                                                | Zdyskwalifikowany (DK) |
| Czarny                                                                | Wykluczony (WYK/EX) |
| Biały                                                                 | Nie wystartował (NW) |
| Biały                                                                 | Kontuzjowany (K/INJ) |
| Biały                                                                 | Wyścig odwołany (OD/C) |
| Bez koloru                                                            | Został wycofany (WYC/WD) |
| Bez koloru                                                            | Nie przybył (NP/DNA) |
| Bez koloru                                                            | Nie brał udziału w treningach (NT/DNP) |
| Bez koloru                                                            | Nie został zgłoszony (–) |
| Pogrubienie                                                           | Start z pole position |
| Kursywa                                                               | Najszybsze okrążenie wyścigu |
| †                                                                     | Nie ukończył, ale jego rezultat został zaliczony ze względu na przejechanie więcej niż 90% dystansu wyścigu.                              |
| *                                                                     | Sezon w trakcie |
| 1/2/3                                                                 | Punktowana pozycja w sprincie kwalifikacyjnym                                                                                             |
| Lista systemów punktacji Formuły 1                                    | |

| Pos | No | Kierowca           | Konstruktor            | Okrążeń | Czas/powód NU | Poz. Start. | Punktów |
| --- | -- | ------------------ | ---------------------- | ------- | ------------- | ----------- | ------- |
| 1   | 5  | Nigel Mansell      | Williams-Honda         | 69      | 1:42:26.415   | 1           | 9       |
| 2   | 1  | Alain Prost        | McLaren-TAG            | 69      | + 20.659      | 4           | 6       |
| 3   | 6  | Nelson Piquet      | Williams-Honda         | 69      | + 36.262      | 3           | 4       |
| 4   | 2  | Keke Rosberg       | McLaren-TAG            | 69      | + 1:35.673    | 6           | 3       |
| 5   | 12 | Ayrton Senna       | Lotus-Renault          | 68      | + 1 okrążenie | 2           | 2       |
| 6   | 25 | René Arnoux        | Ligier-Renault         | 68      | + 1 okrążenie | 5           | 1       |
| 7   | 26 | Jacques Laffite    | Ligier-Renault         | 68      | + 1 okrążenie | 8           |         |
| 8   | 27 | Michele Alboreto   | Ferrari                | 68      | + 1 okrążenie | 11          |         |
| 9   | 3  | Martin Brundle     | Tyrrell-Renault        | 67      | + 2 Okrążeń   | 19          |         |
| 10  | 15 | Alan Jones         | Lola-Ford              | 66      | + 3 Okrążeń   | 13          |         |
| 11  | 4  | Philippe Streiff   | Tyrrell-Renault        | 65      | + 4 Okrążeń   | 17          |         |
| 12  | 29 | Huub Rothengatter  | Zakspeed               | 63      | + 6 Okrążeń   | 24          |         |
| NU  | 7  | Riccardo Patrese   | Brabham-BMW            | 44      | Turbo         | 9           |         |
| NU  | 21 | Piercarlo Ghinzani | Osella-Alfa Romeo      | 43      | Skrz. biegów  | 23          |         |
| NU  | 23 | Andrea de Cesaris  | Minardi-Motori Moderni | 40      | Skrz. biegów  | 21          |         |
| NU  | 18 | Thierry Boutsen    | Arrows-BMW             | 38      | Elektryka     | 12          |         |
| NU  | 20 | Gerhard Berger     | Benetton-BMW           | 34      | Turbo         | 7           |         |
| NU  | 28 | Stefan Johansson   | Ferrari                | 29      | Wypadek       | 18          |         |
| NU  | 11 | Johnny Dumfries    | Lotus-Renault          | 28      | Wypadek       | 16          |         |
| NU  | 14 | Jonathan Palmer    | Zakspeed               | 24      | Silnik        | 22          |         |
| NU  | 8  | Derek Warwick      | Brabham-BMW            | 20      | Silnik        | 10          |         |
| NU  | 24 | Alessandro Nannini | Minardi-Motori Moderni | 17      | Turbo         | 20          |         |
| NU  | 19 | Teo Fabi           | Benetton-BMW           | 13      | Bateria       | 15          |         |
| NU  | 22 | Christian Danner   | Osella-Alfa Romeo      | 6       | Turbo         | 25          |         |
| NU  | 16 | Patrick Tambay     | Lola-Ford              | 0       | Wypadek       | 14          |         |